# Célula ciliada
As células ciliadas são os receptores sensoriais do sistema auditivo e do sistema vestibular de todos os vertebrados e no órgão da linha lateral dos peixes. São destinadas à transformação das ondas sonoras em impulsos nervosos e, é através da mecanotransdução que detectam movimento em seu ambiente. As células ciliadas são células neuroepiteliais, com o polo apical responsável pela mecanotransdução e o polo basal pela liberação de neurotransmissores.
Nos mamíferos, as células ciliadas auditivas estão localizadas dentro do Órgão de Corti, numa fina membrana basilar, presente na cóclea (orelha interna). Seu nome surge por conta dos tufos de estereocílios, conhecidos por feixes de cabelo que se projetam da superfície apical da célula para o ducto coclear, preenchido por fluídos. As células ciliadas cocleares dos mamíferos são de dois tipos anatomicamente e funcionalmente diferentes, conhecidas como células ciliadas externas e internas. Lesões a essas células resultam na diminuição da sensibilidade auditiva e, como as células ciliadas (orelha interna) não podem se regenerar, esse dano se torna irreversível. No entanto, outros organismos, como o peixe-zebra e as aves têm células ciliadas que podem se regenerar.
As células ciliadas externas amplificam mecanicamente o som de baixa intensidade que entra na cóclea. Essa amplificação pode ser sustentada pelo movimento de seus feixes de cílios, ou por uma motilidade eletricamente impulsionada de seus corpos celulares. É afetado pelo mecanismo de fechamento dos canais iônicos sensoriais mecânicos nas pontas dos feixes de cílios.  
As células ciliadas internas, são receptoras e codificadoras que transformam as vibrações sonoras nos fluídos da cóclea em sinais elétricos, então transmitem a informação codificada pelo nervo auditivo ao tronco cerebral auditivo e ao córtex auditivo.

#### Características das células ciliadas[7]
| Interna                                              | Externa                                   |
| ---------------------------------------------------- | ----------------------------------------- |
| Em torno de 3.500 células piriformes                 | 12.000 a 15.000 células cilindricas       |
| Cílios com ordenação linear                          | Cílios com disposição em "v" ou "w"       |
| Apenas uma fileira                                   | Com três fileiras                         |
| Cílios não alcançam a membrana tectória              | Cílios são inseridos na membrana tectória |
| Relacionadas a sons intensos                         | Relacionadas a sons menos intensos        |
| Cílios sustentados pelas células falângicas internas | Cílios fixados à lâmina basilar           |
| Não possuem espaços livres em volta                  | Há presença de espaços entre as células   |
| Sistema transdutor sensorial                         | Sistema amplificador coclear              |

## Células ciliadas internas: do som ao sinal nervoso

Seção através do órgão de Corti, mostrando células ciliadas internas e externas

A deflexão dos estereocílios das células ciliadas abre canais de íons mecanicamente bloqueados que permitem que quaisquer íons pequenos com carga positiva (principalmente potássio e cálcio) entrem na célula. Ao contrário de muitas outras células eletricamente ativas, a própria célula ciliada não dispara um potencial de ação. Em vez disso, o influxo de íons positivos da endolinfa na escala média despolariza a célula, resultando em um potencial receptor. Esse potencial receptor abre canais de cálcio dependentes de voltagem. Os íons de cálcio entram na célula e desencadeiam a liberação de neurotransmissores na extremidade basal da célula. Os neurotransmissores se difundem no espaço estreito entre a célula ciliada e um terminal nervoso, onde se conectam aos receptores desencadeando potenciais de ação no nervo. Dessa forma, o sinal do som (mecânico) é convertido em um sinal elétrico nervoso. A repolarização das células ciliadas é feita de maneira especial. A perilinfa na escala timpânica tem uma concentração muito baixa de íons positivos. O gradiente eletroquímico faz com que os íons positivos fluam dos canais para a perilinfa.
As células ciliadas constantemente vazam Ca 2+ (cálcio). Esse vazamento causa uma liberação tônica de neurotransmissor para as sinapses. Acredita-se que essa liberação tônica é o que permite as células ciliadas reagirem tão rapidamente em resposta a estímulos mecânicos. A rapidez da resposta das células ciliadas também pode ser pelo fato de conseguirem aumentar a quantidade de liberação de neurotransmissores em resposta a mudanças de apenas 100 μV no potencial de membrana.

## Células ciliadas externas: pré amplificadores acústicos
Nas células ciliadas externas de mamíferos, o potencial receptor variável é transformado em vibrações ativas do corpo celular. Essa resposta mecânica aos sinais elétricos é denominada eletromotilidade somática; conduz variações no comprimento da célula, sincronizadas com o sinal sonoro recebido, e fornece a amplificação mecânica por feedback à onda viajante.
As células ciliadas externas são encontradas apenas em mamíferos. Embora a sensibilidade auditiva dos mamíferos seja semelhante à de outras classes de vertebrados, sem o funcionamento das células ciliadas externas, a sensibilidade diminui em aproximadamente 50 dB. As células ciliadas externas conseguem estender o alcance da audição para cerca de 200 kHz em alguns mamíferos marinhos. Elas também aprimoraram a seletividade de frequência (discriminação de frequência), o que é importante e benéfico para os seres humanos, pois permitiu desenvolver habilidades de comunicação, como a fala e música sofisticadas. As células ciliadas externas são funcionais mesmo depois que as reservas celulares de ATP se esgotam.

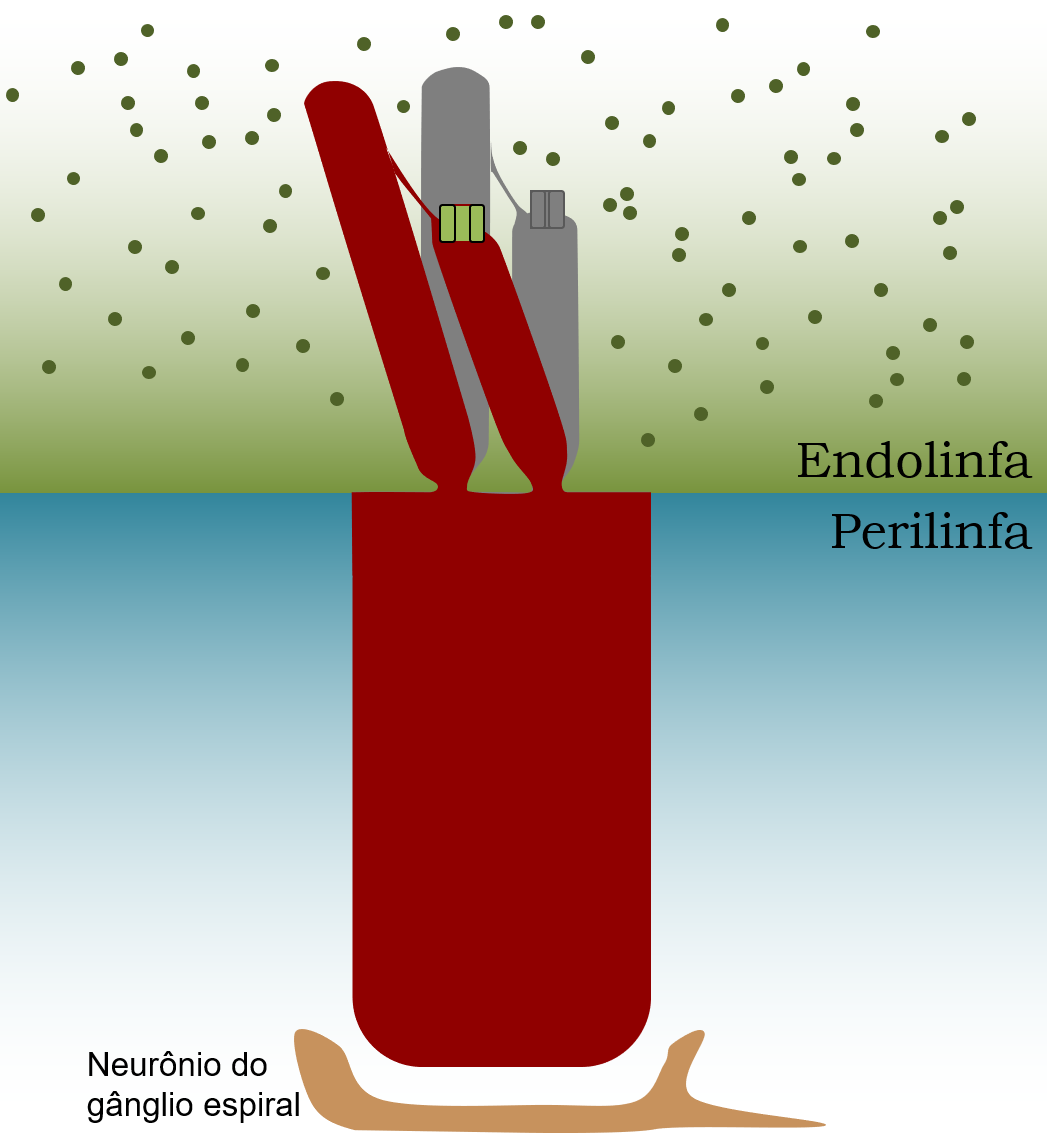
Célula ciliada inclinada

O efeito desse sistema é amplificar de maneira não linear os sons silenciosos mais do que os sons grandes, com o intuito de que uma ampla escala de pressões sonoras possa ser reduzida a um intervalo muito menor de deslocamentos ciliares. Essa habilidade de amplificação é chamada de amplificador coclear.
A biologia molecular das células ciliadas tem visto um progresso considerável nos últimos anos, com a identificação da proteína motora (prestin) que está ligada à eletromotilidade somática nas células ciliadas externas. A função da proteína prestin demonstrou ser dependente da sinalização do canal de cloreto e está comprometida pelo tributil estanho, comum dos pesticidas marinhos. Como essa classe de poluentes se bioconcentra na cadeia alimentar, o efeito é manifestado nos principais predadores marinhos, como as orcas e as baleias dentadas.

## Adaptação do sinal das células ciliadas
O influxo de íons de cálcio desempenha um papel importante para que as células ciliadas se adaptem à amplificação do sinal. Isso permite que os seres humanos ignorem os sons constantes que não são mais novos e, nos possibilita ser agudos com outras mudanças no ambiente. O principal mecanismo de adaptação vem de uma proteína motora miosina-1c que permite adaptação lenta, proporciona tensão para sensibilizar os canais de transdução e também participa de aparelhos de transdução de sinal. Pesquisas mais recentes mostram que a ligação da calmodulina à miosina-1c, sensível ao cálcio,  poderia modular a interação do motor de adaptação com outros componentes do aparelho de transdução.
Adaptação rápida: Durante a adaptação rápida, os íons de Ca2+ que entram em um estereocílio através de um canal MET aberto se ligam rapidamente a um local do canal ou próximo a ele, induzindo assim o fechamento. Quando os canais se fecham, a tensão aumenta no link da ponta, puxando feixe na direção oposta. A adaptação rápida é mais proeminente na detecção sonora e auditiva das células ciliadas detectoras sonoras e auditivas, e não nas células vestibulares.
Adaptação lenta: A adaptação lenta ocorre quando a miosina-1c desliza para baixo do estereocílio em resposta à tensão elevada durante o deslocamento do feixe. A diminuição da tensão, consequência do efeito que ocorre no link da ponta, permite que o feixe se mova mais distante na direção oposta. À medida que a tensão diminui, os canais se fecham, produzindo então o declínio na corrente de transdução.  A adaptação lenta é mais proeminente nas células ciliadas vestibulares que detectam o movimento espacial, ao invés de acontecer nas células ciliadas cocleares, que detectam os sinais auditivos.

## Conexão neural
Os neurônios do nervo auditivo ou vestibulococlear (oitavo nervo craniano) inervam as células ciliadas cocleares e vestibulares. Acredita-se que o neurotransmissor liberado pelas células ciliadas que estimula os neuritos terminais dos axônios periféricos dos neurônios aferentes (em direção ao cérebro) seja o glutamato. Na junção pré-sináptica, há um corpo ou fita densa pré-sináptica distinta. Este corpo denso é cercado por vesículas sinápticas e é esperado que auxilie na liberação rápida de neurotransmissores.

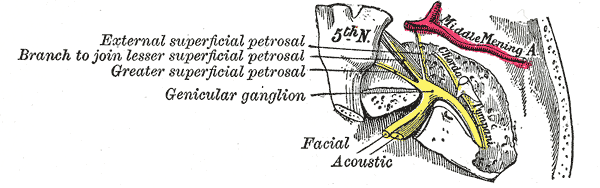
Conexão entre as células ciliadas internas e o nervo

A inervação das fibras nervosas é muito mais densa para as células ciliadas internas do que para as células ciliadas externas. Cada célula ciliada interna é inervada por inúmeras fibras nervosas, enquanto uma única fibra nervosa inerva várias células ciliadas externas. As fibras nervosas das células ciliadas internas também são bastante mielinizadas, o que contrasta com as das células ciliadas externas não mielinizadas. A região da membrana basilar que fornece a entrada a uma determinada fibra nervosa aferente pode ser considerada como seu campo receptivo.
Projeções eferentes do cérebro para a cóclea também desempenham um papel essencial na percepção do som. As sinapses eferentes ocorrem nas células ciliadas externas e as aferentes sob as células ciliadas internas. O terminal pré-sináptico é preenchido por vesículas contendo acetilcolina e um neuropeptídeo, chamado de peptídeo relacionado ao gene da calcitonina. Os efeitos desses compostos variam, em algumas células ciliadas a acetilcolina hiperpolariza a célula, reduzindo a sensibilidade da cóclea.

## Pesquisas em regeneração de células ciliadas
Pesquisas sobre o recrescimento das células cocleares podem levar a tratamentos que regeneram a audição. Ao contrário dos pássaros e peixes, os seres humanos e outros mamíferos geralmente são incapazes de regenerar as células da orelha interna, responsáveis por converter o som em sinais neurais quando essas células são danificadas pela idade ou pela doença. Lesões que, podem causar perdas auditivas sensorioneurais leves, moderadas, severamente moderadas, severas, profundas e completas irreversíveis nos seres que a possuem.
Os pesquisadores estão progredindo no campo da terapia gênica e com células-tronco que são capazes de permitir a regeneração das células danificadas. Como se constatou que as células ciliadas dos sistemas auditivo e vestibular em aves e peixes se regeneram, sua capacidade foi estudada extensivamente. Além disso, as células ciliadas da linha lateral, que têm uma função de mecanotransdução, são capazes de recrescer em organismos, como o peixe-zebra.
Pesquisadores identificaram um gene de mamífero que normalmente age como um interruptor molecular, capaz de bloquear o crescimento de células ciliadas da cóclea em adultos. O gene Rb1 codifica a proteína retinoblastoma (Rb), que é um gene supressor de tumor. A Rb impede que as células se dividam, incentivando a sua saída do ciclo celular. Não são somente as células ciliadas in vitro que se regeneram quando o gene Rb1 é excluído, como os camundongos criados para perder o gene, desenvolveram mais células ciliadas do que os camundongos que possuíam o gene. Além disso, foi estudado que a proteína sônica hedgehog bloqueia a atividade da proteína retinoblastoma, induzindo assim a reentrada no ciclo celular e a regeneração de novas células.
O inibidor do ciclo celular p27kip1 (CDKN1B) também foi encontrado com a habilidade de incentivar o recrescimento das células ciliadas em camundongos após a eliminação genética ou após derrubar com o siRNA visando a p27. Pesquisas sobre a regeneração de células ciliadas nos permitem ter mais propriedade sobre o assunto e nos aproxima do tratamento clínico para perda auditiva humana causada por lesão ou morte de células ciliadas.

## Imagens adicionais

Cóclea.
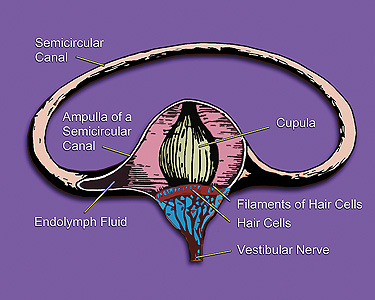
Ilustração da orelha interna mostrando células ciliadas internas e externas.
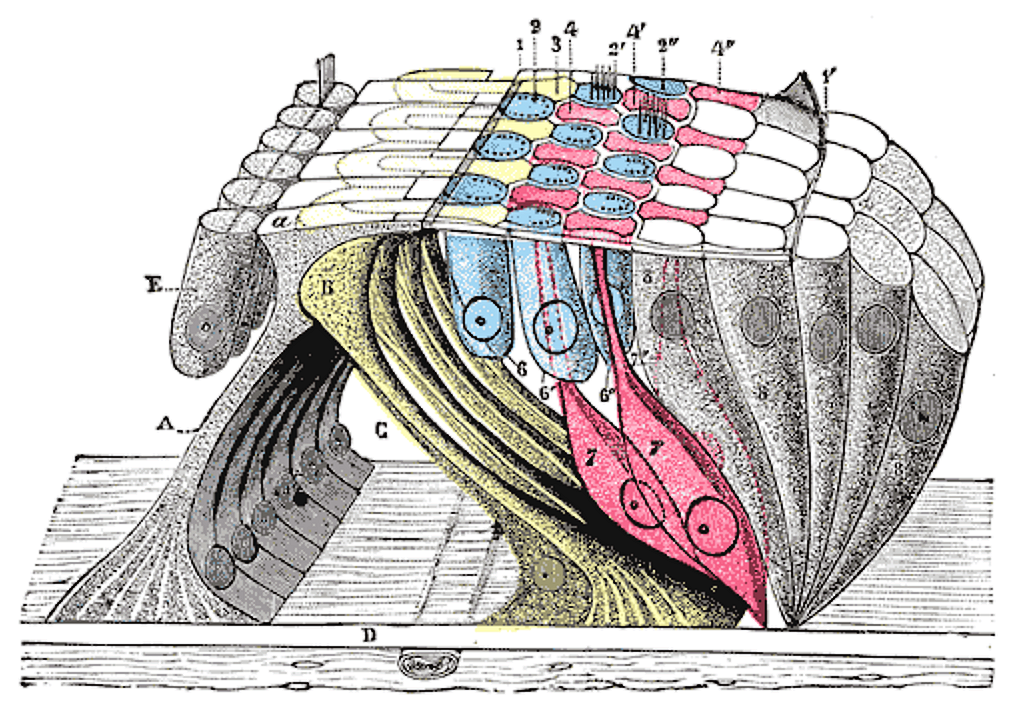
Membrana reticular e as estruturas subjacentes.
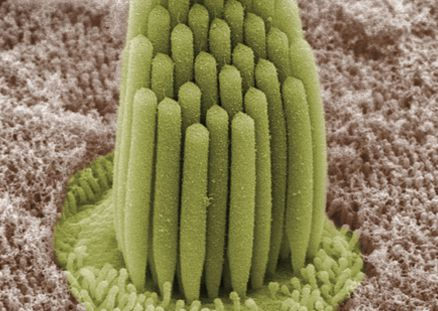
Estereocílios da orelha interna de um sapo.